# 足立消防署

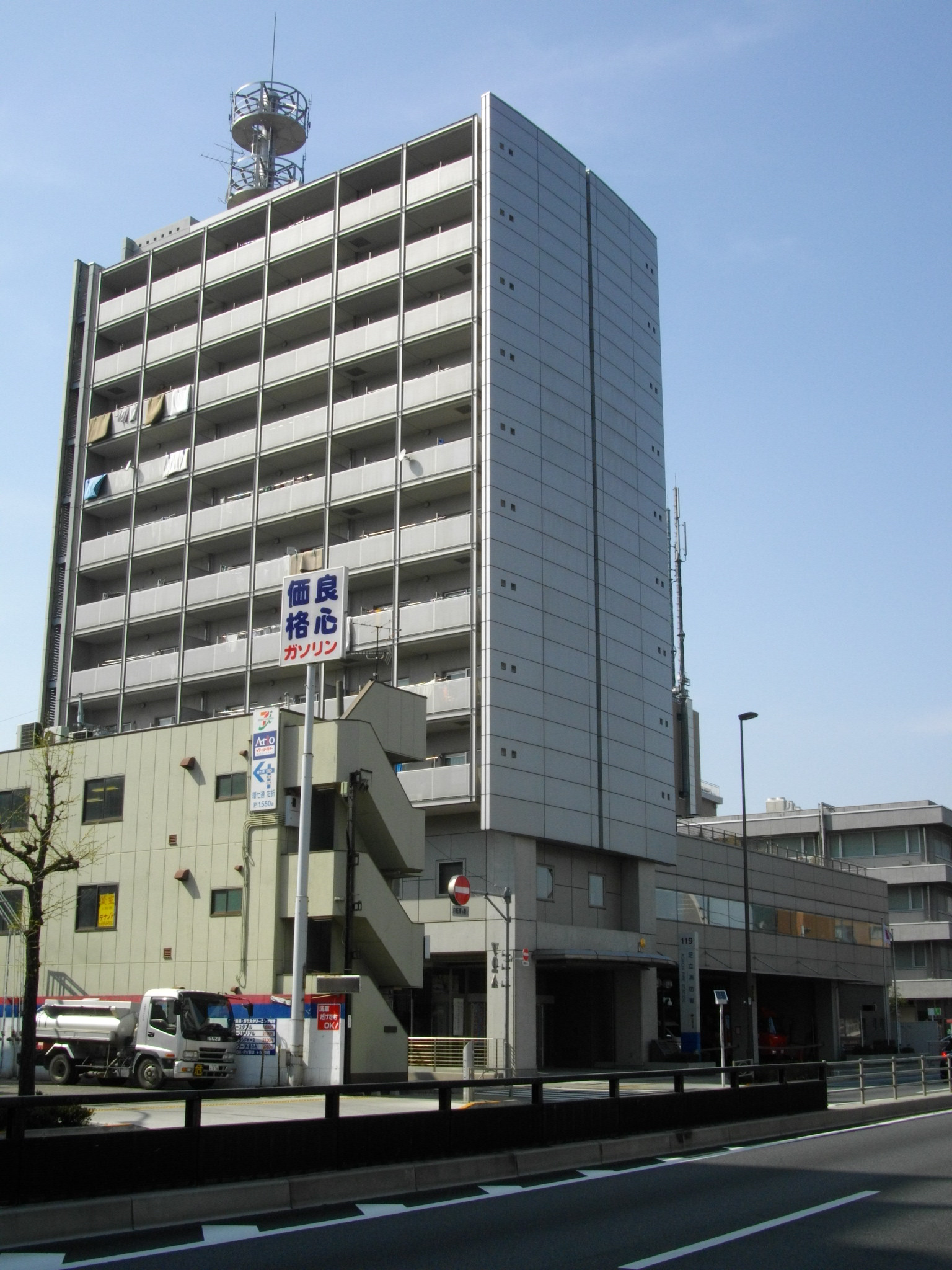
足立消防署

足立消防署（あだちしょうぼうしょ）は、東京都足立区梅島二丁目にある東京消防庁第六消防方面本部に所属する消防署。

## 概要
足立区の中央を南北に走る東武伊勢崎線以東地域および足立地区、梅田地区東部を管轄地域とする。足立消防署には特別救助隊（足立救助）、大谷田出張所には特別消火中隊、綾瀬出張所には水難救助隊がある。

## 所在地
- 東京都足立区梅島二丁目1番1号
- 最寄駅：東武鉄道東武伊勢崎線梅島駅より徒歩10分

## 本署配備車両
- 指揮隊車（足立YD）
- 普通ポンプ車（足立1）
- 水槽付きポンプ車（足立2）
- はしご車（足立L）
- 救助車（足立R）
- 高規格救急車（足立A）
- 資材搬送車（足立ST）
- 災害対応多目的車（足立SQ）
- 査察広報車（足立YF1-3）
- 消防活動二輪車（足立MF1・2）

他
非常用ポンプ車（足立PE）
非常用救急車（足立AE）
原動機付き自転車（足立MB）
可搬ポンプ積載車（消防団）
指揮監察車!?

## 管轄地域
- 青井
- 足立
- 綾瀬
- 梅島
- 梅田一、二、七丁目
- 大谷田
- 加平

- 北加平町
- 栗原一、二丁目
- 弘道
- 佐野
- 島根
- 神明
- 神明南

- 竹の塚
- 辰沼
- 中央本町
- 東和
- 中川
- 西綾瀬
- 西加平

- 西保木間
- 花畑
- 東綾瀬
- 東保木間
- 東六月町
- 一ツ家
- 平野

- 保木間
- 保塚町
- 南花畑
- 六木
- 谷中
- 六月
- 六町

## 出張所
- 綾瀬出張所

足立区西綾瀬三丁目17-20
- 大谷田出張所

足立区東和四丁目23-7
- 神明出張所

足立区神明南一丁目13-18
- 淵江出張所

足立区竹の塚七丁目1-8

## 沿革
- 1947年8月1日
  - 警視庁消防部西新井消防署として足立区小右衛門町394番地に設置
  - 警視庁消防部西新井消防署末広出張所として千住末広町1816番地に設置
  - 警視庁消防部西新井消防署大師前出張所として栗原761番地に設置
  - 警視庁消防部西新井消防署大谷田出張所として長門町557番地（現在の東和四丁目23番7号）に設置
  - 警視庁消防部西新井消防署淵江出張所として保木間町1798番地(現在の竹の塚七丁目1番18号)に設置
- 1948年
  - 3月7日 警視庁消防部が警視庁から独立して東京消防本部となる。
  - 5月11日 東京消防本部から東京消防庁と改称。
- 1949年11月1日 千住栄町47番(現在の梅島二丁目1番1号)に移転。
- 1970年12月21日 梅島二丁目1番1号に新庁舎を新築。
- 1971年5月 西新井消防署に特別救助隊を設置。
- 1976年3月1日 西新井消防署新設し元西新井消防署を足立消防署に改称、管轄地区を分割。
  - 東京消防庁西新井消防署を足立消防署に改称。
    - 西新井特別救助隊を足立特別救助隊に改称。
    - 西新井消防署綾瀬出張所を足立消防署綾瀬出張所に設置。
    - 西新井消防署淵江出張所を足立消防署淵江出張所に設置。
    - 西新井消防署大谷田出張所を足立消防署大谷田出張所に設置。
    - 西新井消防署神明出張所を足立消防署神明出張所を神明南一丁目13番9号に設置。

  - 東京消防庁西新井消防署を西伊興町59番6号に新設。
    - 西新井消防署大師前出張所を新設西新井消防署に移管。
    - 西新井消防署上沼田出張所を新設西新井消防署に移管。
    - 西新井消防署本木出張所を新設西新井消防署に移管。
- 1997年12月15日 庁舎改築のため足立区保木間二丁目33番20号に仮移転。
- 2003年5月22日 新庁舎完成。